# 421
421 (CDXXI) var ett normalår som började en lördag i den julianska kalendern.

## Händelser

### Februari
- 8 februari – Constantius III blir medkejsare i det västromerska riket.

### Juni
- 7 juni – Den östromerske kejsar Theodosius II gifter sig med Aelia Eudocia, tidigare känd som Athenais.

### Okänt datum
- Theodosius förklarar krig mot Persien.

## Födda
- Anatolius, romersk konsul.

## Avlidna
- 2 september – Constantius III, medkejsare i västromerska riket.
- Jin Gongdi, kinesisk kejsare.
- Ravina I, rabbin av Talmud.
- Maria från Egypten, helgon.